# Corredor Agroturístico
El Corredor Agroturístico, es uno de los 7 corregimiento que comprenden el municipio de Manizales, posee 12 veredas y limita con la comunas Atardeceres, La Fuente, Universitaria y La Macarena de la cabecera municipal, también con el corregimiento de Panorama y con los municipios de Villamaría y Chinchiná.

## División
El corregimiento está compuesto por 12 veredas, las cuales son:
| - Agua Bonita - Alto del Naranjo - Alto del Zarzo - Alto Tablazo - Bajo Tablazo - El Aventino | - Guacas - Hoyo Frío - Java - La Pola - La Siria - La Violeta |